# Saint-Sauveur-sur-École
Saint-Sauveur-sur-École és un municipi francès, situat al departament de Sena i Marne i a la regió de Illa de França. L'any 2007 tenia 1.079 habitants.
Forma part del cantó de Fontainebleau, del districte de Fontainebleau i de la Comunitat d'aglomeració del Pays de Fontainebleau.

## Demografia

### Població
El 2007 la població de fet de Saint-Sauveur-sur-École era de 1.079 persones. Hi havia 390 famílies, de les quals 60 eren unipersonals (28 homes vivint sols i 32 dones vivint soles), 133 parelles sense fills, 177 parelles amb fills i 20 famílies monoparentals amb fills.
La població ha evolucionat segons el següent gràfic:
Habitants censats

### Habitatges
El 2007 hi havia 446 habitatges, 396 eren l'habitatge principal de la família, 32 eren segones residències i 18 estaven desocupats. 443 eren cases i 3 eren apartaments. Dels 396 habitatges principals, 372 estaven ocupats pels seus propietaris, 16 estaven llogats i ocupats pels llogaters i 8 estaven cedits a títol gratuït; 8 tenien dues cambres, 26 en tenien tres, 41 en tenien quatre i 321 en tenien cinc o més. 348 habitatges disposaven pel capbaix d'una plaça de pàrquing. A 111 habitatges hi havia un automòbil i a 270 n'hi havia dos o més.

### Piràmide de població
La piràmide de població per edats i sexe el 2009 era:
| Homes | Edats   | Dones |
| ----- | ------- | ----- |
| 0     | 95 o +  | 0     |
| 0     | 90 a 94 | 4     |
| 0     | 85 a 89 | 4     |
| 4     | 80 a 84 | 4     |
| 4     | 75 a 79 | 4     |
| 4     | 70 a 74 | 20    |
| 32    | 65 a 69 | 16    |
| 24    | 60 a 64 | 28    |
| 32    | 55 a 59 | 36    |
| 68    | 50 a 54 | 52    |
| 48    | 45 a 49 | 56    |
| 48    | 40 a 44 | 40    |
| 28    | 35 a 39 | 36    |
| 24    | 30 a 34 | 36    |
| 32    | 25 a 29 | 44    |
| 36    | 20 a 24 | 16    |
| 44    | 15 a 19 | 44    |
| 40    | 10 a 14 | 32    |
| 24    | 5 a 9   | 56    |
| 20    | 0 a 4   | 28    |

## Economia
El 2007 la població en edat de treballar era de 754 persones, 518 eren actives i 236 eren inactives. De les 518 persones actives 488 estaven ocupades (262 homes i 226 dones) i 30 estaven aturades (17 homes i 13 dones). De les 236 persones inactives 86 estaven jubilades, 83 estaven estudiant i 67 estaven classificades com a «altres inactius».

### Ingressos
El 2009 a Saint-Sauveur-sur-École hi havia 406 unitats fiscals que integraven 1.102 persones, la mediana anual d'ingressos fiscals per persona era de 28.904 €.

### Activitats econòmiques
Dels 45 establiments que hi havia el 2007, 2 eren d'empreses de fabricació d'altres productes industrials, 9 d'empreses de construcció, 14 d'empreses de comerç i reparació d'automòbils, 4 d'empreses de transport, 3 d'empreses d'informació i comunicació, 2 d'empreses financeres, 1 d'una empresa immobiliària, 7 d'empreses de serveis, 2 d'entitats de l'administració pública i 1 d'una empresa classificada com a «altres activitats de serveis».
Dels 13 establiments de servei als particulars que hi havia el 2009, 2 eren tallers de reparació d'automòbils i de material agrícola, 4 paletes, 2 guixaires pintors, 1 fusteria, 1 lampisteria, 2 electricistes i 1 agència immobiliària.
L'únic establiment comercial que hi havia el 2009 era una botiga de roba.
L'any 2000 a Saint-Sauveur-sur-École hi havia 7 explotacions agrícoles que ocupaven un total de 216 hectàrees.

## Equipaments sanitaris i escolars
El 2009 hi havia una escola elemental.

## Poblacions més properes
El següent diagrama mostra les poblacions més properes.